# Nicky Whelan
Pour les articles homonymes, voir Whelan.
Nicky Whelan, née le 10 mai 1981 dans l'état de Victoria en Australie est une actrice et mannequin australienne.

## Biographie

### Cinéma
Nicky Whelan se fait connaître en Australie avec le rôle de Pepper Steiger (en) qu'elle tient dans le feuilleton Neighbors, durant une centaine d'épisodes, diffusés entre 2006 et 2007. 
Elle fait son arrivée à Hollywood avec deux projets : tout d'abord avec la comédie chorale Hollywood & Wine (en), où elle joue une apprentie actrice arrivant à Hollywood. Puis en décrochant un rôle récurrent dans la neuvième saison de Scrubs, celui de Maya, une très sexy étudiante en médecine. La série est cependant arrêtée soudainement. L'actrice enchaîne alors avec le tournage d'une comédie des frères Farrelly, Bon à tirer, portée par le tandem Jason Sudeikis / Owen Wilson, puis des apparitions dans des séries, courts-métrages et films de série B.
L'année 2013 lui permet de décrocher des projets plus exposés : elle apparait dans six épisodes de la série policière Franklin and Bash, puis décroche son premier rôle régulier dans la web-série Chosen, portée par Milo Ventimiglia. Elle joue dans les deux premières saisons de la série, donnant aussi la réplique à Chad Michael Murray.
L'année suivante, elle enchaîne avec des seconds rôles dans deux longs-métrages fantastiques se déroulant dans des avions : l'un est un téléfilm pour la chaîne SyFy, Vol 7500 : aller sans retour, avec un casting d'acteurs de séries télévisées ; et l'autre est le film d'action Le Chaos, porté par Nicolas Cage. Elle y incarne une hôtesse de l'air.
Mais surtout, elle partage l'affiche d'une nouvelle série télévisée, intitulée Matador avec Gabriel Luna. Cette série thriller, où les acteurs incarnent des agents de la CIA, et produite par le réalisateur Robert Rodriguez, ne dépasse cependant pas une saison de 13 épisodes.
Elle enchaîne avec le pilote d'une autre série, qui n'about cependant pas. En 2015, elle partage donc l'affiche d'une romance de série B, Borrowed Moments, avec Brian Krause, puis apparait dans la comédie Témoin à louer, portée par Kevin Hart, Josh Gad et Kaley Cuoco. Elle fait par ailleurs partie de la très large distribution de l'expérimental Knight of Cups, de Terrence Malick. Elle apparait aussi dans cinq épisodes de la série Satisfaction.
Elle enchaîne les apparitions dans des projets mineurs, dont le thriller Usurpation, dont elle partage l'affiche avec Nicolas Cage et Gina Gershon.

### Vie privée
Elle a été en couple avec DJ Ashba, guitariste de Sixx A.M. et Guns n' Roses.
Elle a été en couple avec l'acteur américain, Chad Michael Murray, d'octobre 2013 à mai 2014.
Elle s'est mariée avec le joueur de football Kerry Rhodes le 15 avril 2017 et en a divorcé six mois plus tard. Elle révèlera le 23 mars les causes de son divorce lors d'une interview et affirmera avoir eu une aventure avec Eva Marie sur le film  Usurpation.

## Filmographie

### Cinéma
- 2007 : Little Deaths : Thorette
- 2009 : Halloween 2 de Rob Zombie : Wendy Snow
- 2011 : Bon à tirer (BAT) (Hall Pass) de Bobby et Peter Farrelly
- 2011 : Hollywood & Wine (en) : Jamie Stephens / Diane Blaine
- 2012 : Vol 7500 : aller sans retour de Takashi Shimizu
- 2012 : Departure Date : Violet
- 2013 : The Power of Few : Marti
- 2013 : Paranormal Movie (en) : Cindy
- 2014 : Le Chaos de Vic Armstrong : Hattie Durham
- 2014 : Borrowed Moments : Melissa
- 2015 : Témoin à louer (The Wedding Ringer) de Jeremy Garelick : Nadia
- 2017 : Obsession (Inconceivable) de Jonathan Baker : Katie
- 2019 : État de choc (Trauma Center) de Matt Eskandari : Madison Taylor

### Télévision

#### Séries Télévisées
- 2006-2007 : Les Voisins : Pepper Steiger
- 2009 : Entourage : Hôtesse de l'air
- 2009 : Melrose Place : Nouvelle Génération : Kira
- 2009-2010 : Scrubs : Maya
- 2010 : Carpet Bros : Sandoz Lilly
- 2011 : Cherche partenaires désespérément (Friends with Benefits) : Colleen
- 2011 : Workaholics : Naomi
- 2013 : Franklin and Bash : Charlie
- 2013-2014 : Chosen : Laura Mitchell
- 2014 : Matador : Annie Mason

#### Téléfilms
- 2004 : Russell Coight's Celebrity Challenge : Chrissie Grant
- 2012 : Les Colocataires (Table for Three): Holly Timmons
- 2014 : Do It Yourself : Tess
- 2017 : Le voyage surprise de Noël (Romance at Reindeer Lodge) : Molly Clark
- 2017 : A la recherche de l'âme sœur (Valentine's Again) : Kat
- 2018 : Un Noël tout en fleurs (A Christmas Arrangement) : Poppy Benson
- 2018 : Mon fils sous emprise (Pretty Little Stalker) : Lorna
- 2019 : Souviens-toi, notre secret l'été dernier... (Secrets at the Lake) : Amy Pruitt
- 2020 : Confessions d'une ado diabolique (InstaFame) de Nick Everhart : Gwen Reynolds
- 2021 : Le cauchemar d'une future maman (You're Not Safe Here) de Rachel Annette Helson : Valérie